# Літні Дефлімпійські ігри 2013
Дефлімпійські ігри 2013 — міжнародні дефлімпійські ігри, які пройшли у місті Софія (Болгарія) з 26 липня по 4 серпня 2013 року Змагання з марафону було проведено раніше у Фюссені (Німеччина) 21 липня.
Софія приймала великі спортивні змагання для глухих спортсменів вдруге. У минулому у болгарській столиці проходили Літні Дефлімпійські ігри 1993 року, таким чином, ставши лише другим містом, разом із Копенгагеном, де відбулися дві літні Дефлімпіади.

## Види спорту
Змагання на Дефлімпійських іграх 2013 пройшли у 19 видах спорту: 14 індивідуальних та 5 командних.

### Індивідуальні
| - Легка атлетика - Бадмінтон - Боротьба - Боулінг - Велосипедні гонки |  | - Гірський велосипед - Дзюдо - Карате - Настільний теніс - Плавання |  | - Спортивне орієнтування - Стрільба - Тхеквондо - Теніс |  |

### Командні
- Баскетбол
- Волейбол
- Гандбол
- Пляжний волейбол
- Футбол

## Спортивні об'єкти

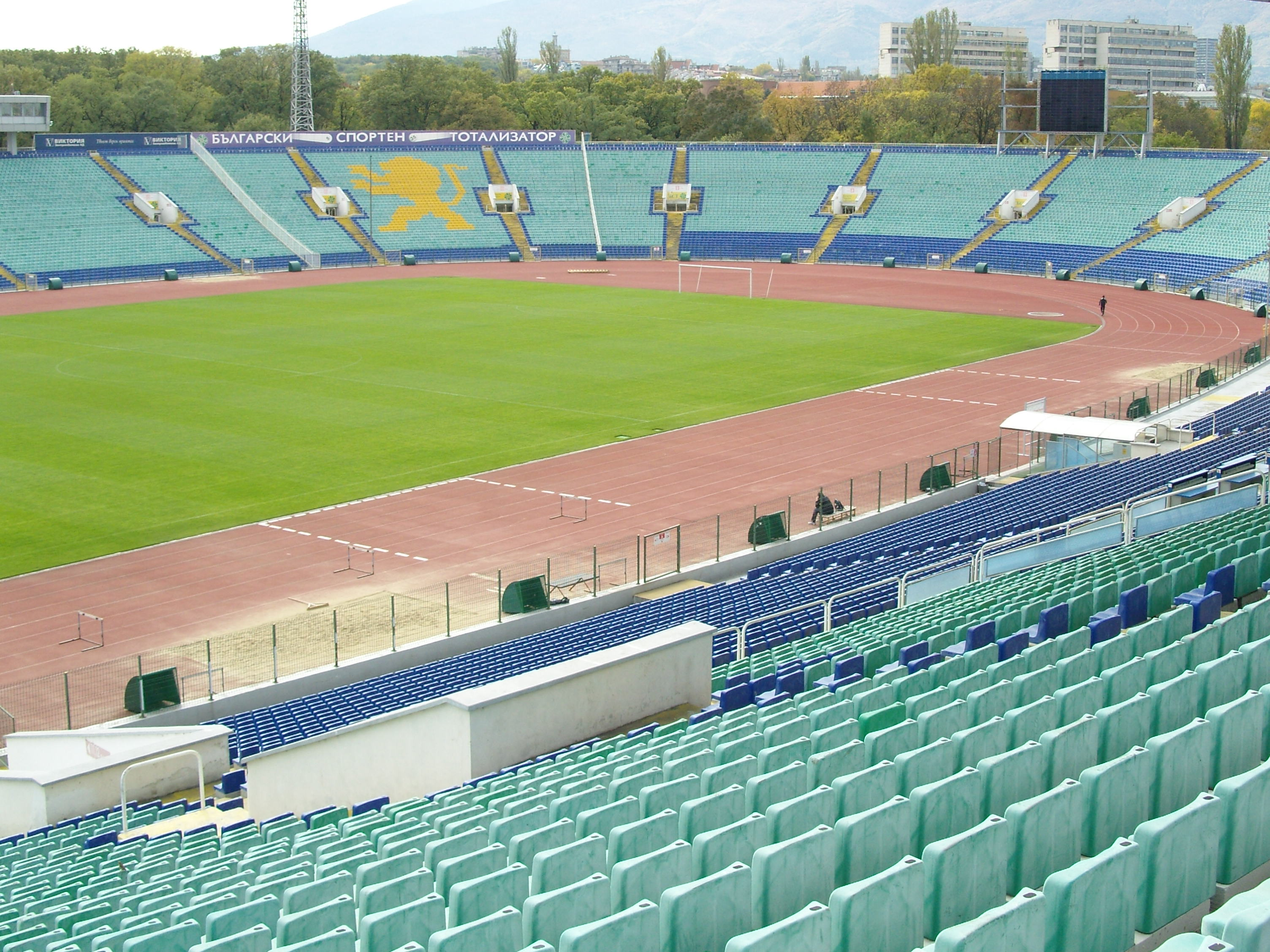
Національний стадіон імені Василя Левського

- Армеец (арена) оголошена місцем проведення у 2013 році літніх Дефлімпійських ігор церемоній відкриття та закриття. Також у цьому приміщенні було проведено змагання з волейболу.[5] Також це місце, де було проведено змагання із волейболу.
- Національний стадіон «Васил Левський» є місцем проведення змагань з легкої атлетики, футболу та фінальної церемонії закриття.[6]
- Національний тенісний центр Карлсберг
- Універсіада-голл — баскетбол
- Овергас-голл — баскетбол
- Велодром Брисова градіна — Велоспорт
- Палац зимових видів спорту — Настільний теніс
- Mega Extreme Sky City Hall — Боулінг
- Riu Resort and Spa Pravets — футбол
- Національна спортивна академія — пляжний волейбол, гандбол, карате, дзюдо, тхеквондо
- Стрілецький центр МВС імені Гео Мільова — стрільба
- Спартак акватік центр — плавання
- Спортивний зал Софії — настільний теніс
- Dema Sports Complex — теніс
- Зал імені Хрісто Ботева — бадмінтон
- Західний парк — спортивне орієнтування
- Füssen Course Фюссен (Німеччина) — марафон

## Країни-учасниці
В іграх взяли участь 2879 спортсменів з 90 національних асоціацій:
| - Австралія (25) - Австрія (26) - Аргентина (45) - Алжир (5) - Бельгія (5) - Білорусь (48) - Болгарія (43) - Болівія (1) - Бразилія (19) - Велика Британія (54) - Венесуела (72) - Вірменія (5) - Гватемала (1) - Грузія (4) - Греція (100) - Гонконг (18) - Данія (32) - Домініканська Республіка (1) - Ємен (6) - Єгипет (28) - Еквадор (2) - Естонія (13) - Замбія (3) - Ізраїль (6) - Індія (26) - Індонезія (10) - Ірак (22) - Іран (82) - Ірландія (23) - Ісландія (5) |  | - Іспанія (11) - Італія (63) - Казахстан (32) - Канада (27) - Кенія (39) - КНР (67) - Китайський Тайбей (55) - Киргизстан (7) - Кіпр (5) - Кот-д'Івуар (7) - Куба (10) - Кувейт (12) - Латвія (16) - Литва (61) - Лівія (9) - Маврикій (2) - Макао (7) - Північна Македонія (4) - Мальта (1) - Мексика (16) - Молдова (1) - Монголія (21) - Непал (10) - Нігерія (46) - Нідерланди (12) - Німеччина (137) - Нова Зеландія (3) - Норвегія (5) - ОАЕ (5) - ПАР (28) |  | - Пакистан (6) - Південна Корея (69) - Польща (75) - Португалія (14) - Пуерто-Рико (2) - Росія (321) - Сан-Марино (2) - Саудівська Аравія (25) - Сербія (22) - Словаччина (7) - Словенія (13) - США (129) - Таїланд (2) - Тринідад і Тобаго (2) - Туреччина (181) - Туркменістан (3) - Угорщина (57) - Узбекистан (22) - Україна (191) - Уругвай (2) - Фіджі (4) - Фінляндія (8) - Філіппіни (2) - Франція (22) - Хорватія (46) - Чехія (17) - Швейцарія (17) - Швеція (14) - Ямайка (6) - Японія (149) |  |

## Медальний залік
- За здобутими нагородами країни-учасниці розташувалися так[7]:

| Місце   | Країна                  | Золото | Срібло | Бронза | Загалом |
| ------- | ----------------------- | ------ | ------ | ------ | ------- |
| 1       | Росія (RUS)             | 67     | 52     | 58     | 177     |
| 2       | Україна (UKR)           | 21     | 30     | 37     | 88      |
| 3       | Південна Корея (KOR)    | 19     | 11     | 12     | 42      |
| 4       | Білорусь (BLR)          | 12     | 11     | 4      | 27      |
| 5       | КНР (CHN)               | 12     | 5      | 8      | 25      |
| 6       | США (USA)               | 9      | 8      | 12     | 29      |
| 7       | Туреччина (TUR)         | 7      | 9      | 17     | 33      |
| 8       | Іран (IRI)              | 7      | 4      | 21     | 32      |
| 9       | Кенія (KEN)             | 6      | 5      | 5      | 16      |
| 10      | Литва (LTU)             | 4      | 5      | 4      | 13      |
| 11      | Венесуела (VEN)         | 4      | 4      | 5      | 13      |
| 12      | Італія (ITA)            | 4      | 3      | 5      | 12      |
| 13      | Китайський Тайбей (TPE) | 3      | 12     | 9      | 24      |
| 14      | Німеччина (GER)         | 3      | 6      | 5      | 14      |
| 15      | Угорщина (HUN)          | 3      | 0      | 1      | 4       |
| 16      | Японія (JPN)            | 2      | 10     | 9      | 21      |
| 17      | Франція (FRA)           | 2      | 6      | 3      | 11      |
| 18      | Польща (POL)            | 2      | 1      | 1      | 4       |
| 19      | Пуерто-Рико (PUR)       | 2      | 0      | 0      | 2       |
| 19      | Куба (CUB)              | 2      | 0      | 0      | 2       |
| 21      | Болгарія (BUL)          | 1      | 4      | 6      | 11      |
| 22      | Швеція (SWE)            | 1      | 1      | 2      | 4       |
| 23      | Португалія (POR)        | 1      | 1      | 1      | 3       |
| 23      | Словаччина (SVK)        | 1      | 1      | 1      | 3       |
| 23      | Австралія (AUS)         | 1      | 1      | 1      | 3       |
| 23      | Естонія (EST)           | 1      | 1      | 1      | 3       |
| 27      | Хорватія (CRO)          | 1      | 1      | 0      | 2       |
| 28      | Макао (MAC)             | 1      | 0      | 1      | 2       |
| 29      | Норвегія (NOR)          | 1      | 0      | 0      | 1       |
| 29      | Казахстан (KAZ)         | 1      | 0      | 0      | 1       |
| 29      | Індія (IND)             | 1      | 0      | 0      | 1       |
| 29      | Швейцарія (SUI)         | 1      | 0      | 0      | 1       |
| 33      | Велика Британія (GBR)   | 0      | 2      | 3      | 5       |
| 34      | Чехія (CZE)             | 0      | 2      | 1      | 3       |
| 34      | ПАР (RSA)               | 0      | 2      | 1      | 3       |
| 36      | Монголія (MGL)          | 0      | 1      | 3      | 4       |
| 36      | Бразилія (BRA)          | 0      | 1      | 3      | 4       |
| 38      | Аргентина (ARG)         | 0      | 1      | 1      | 2       |
| 38      | Іспанія (ESP)           | 0      | 1      | 1      | 2       |
| 40      | Греція (GRE)            | 0      | 1      | 0      | 1       |
| 41      | Індонезія (IDN)         | 0      | 0      | 2      | 2       |
| 41      | Австрія (AUT)           | 0      | 0      | 2      | 2       |
| 43      | Вірменія (ARM)          | 0      | 0      | 1      | 1       |
| 43      | Кіпр (CYP)              | 0      | 0      | 1      | 1       |
| 43      | Нігерія (NGR)           | 0      | 0      | 1      | 1       |
| 43      | Латвія (LAT)            | 0      | 0      | 1      | 1       |
| 43      | Молдова (MDA)           | 0      | 0      | 1      | 1       |
| 43      | Мексика (MEX)           | 0      | 0      | 1      | 1       |
| 43      | Туркменістан (TKM)      | 0      | 0      | 1      | 1       |
| Всього: | Всього:                 | 203    | 203    | 253    | 659     |